# (18745) San Pedro
(18745) San Pedro est un astéroïde de la ceinture principale.

## Description
(18745) San Pedro est un astéroïde de la ceinture principale. Il fut découvert le 23 janvier 1999 à Caussols par le projet ODAS. Il présente une orbite caractérisée par un demi-grand axe de 2,60 UA, une excentricité de 0,10 et une inclinaison de 15,0° par rapport à l'écliptique.

## Compléments